# V (1983년 드라마)
《V》(V: The Original Miniseries)는 케네스 존슨이 제작과 감독을 맡은 미국 NBC제작의 SF TV 미니시리즈이다.
- V란 시리즈에 등장하는 외계인의 이름- 방문자(The Visitors)-과 저항군의 심볼인 Victory를 상징한다.
- 첫 방송은 1983년에 개봉한 2부작 《V》이며, 다음해에 3부작인 《V Final Battle》이 후속으로 방영되었다.
- 미니시리즈의 선풍적인 인기에 힘입어 1984-1985년에는 주 1회의 20회 분량의 시리즈로 제작되었으나, 큰 인기는 거두지 못하였다.
- 이 작품은 인간의 외모를 한 파충류 외계인이란 참신한 설정으로 방영 당시 제작국인 미국은 물론 유럽, 남미, 아시아 각국에서 파격적인 인기를 끌었다.
- 대한민국에서는 KBS2에서 방영된 바 있다.
- 한때 케네스 존슨의 소설《V: The Second Generation》에 기반한 새 시리즈물이 계획되었으나 철회되었고 2009년에 동명의 리메이크작이 방영되었다.

## 시리즈의 주요 줄거리

### 오리지널 시리즈 (1983년)
- 외계인 함대가 어느날 지구의 주요 도시상공에 나타난다.
- 인간과 거의 같은 외모를 한 그들은 우호적으로 보였고, 곧 사절을 보내 그들이 필요로 하는 화학 물질을 얻도록 협조해주면 지구인이 필요로 하는 첨단지식과 기술을 제공하겠다고 밝혔다.
- 지구의 정부(미국을 중심으로 한)는 이를 받아들이고 방문자(Visitors)라고 불리는 외계인들은 상당한 영향력을 행사하게 된다.
- 그러나 곧 이상한 조짐이 곳곳에서 포착되는데, 과학자들에 대한 언론의 적대적 보도가 증가하고 정부는 그들의 연구활동을 중단하거나 제한을 가해온다.
- 또한, 외계인들과 가깝게 접촉하거나 외계인의 생체적 특징에 대해 조사하려던 과학자들이 실종되는 사건이 일어난다.

## 주요 등장인물

### 방문자들
- 다이아나(제인 배들러)
- 존(리처드 허드)
- 리디아(준 채드윅)

### 제5열
- 마틴(프랭크 애쉬모어)
- 바바라(제니 노이만)
- 로렌(그레타 블랙번)

### 레지스탕스
- 줄리엣 패리쉬(페이 그랜트)
- 마이크 도노반(마크 싱어)
- 햄 태일러(마이클 아이언사이드)
- 엘리자베스(제니퍼 쿠크)

### 부역자
- 다니엘 번슈타인(데이빗 패커)

## 한국판 성우진(KBS)
- 양지운(시즌 1) / 이강식(시즌 2) - 마이크 도노반(마크 싱어)
- 주희(시즌 1) / 이경자(시즌 2) - 다이아나(제인 배들러)
- 손정아 - 줄리엣 패리쉬(페이 그랜트)
- 김성희 - 로빈 맥스웰(블레어 테프킨) / 미세스 도노반(조애나 컨스, 시즌 1)
- 김세한 - 카일(제프 예거) / 스티븐(앤드류 프라인, 시즌 1)
- 이완호 - 태일러(마이클 아이언사이드)
- 장광 - 윌리(로버트 잉글런드)
- 유명숙 - 엘리자베스(제니퍼 쿡, 시즌 2)
- 이봉준 - 마틴(프랭크 애쉬모어, 시즌 2)
- 이경자(시즌 1) - 파멜라(사라 더글라스) / 숀(에릭 존슨)
- 장정진 - 브라이언(피터 넬슨, 시즌 1)
- 엄주환 - 다니엘(데이비드 파커, 시즌 1)
- 권희덕 - 리디아(준 채드윅, 시즌 2)
- 박상일 - 네이던(카일의 아버지)(레인 스미스, 시즌 2)
- 유강진 - 로빈의 아버지(마이클 더렐)
- 탁원제 - 엔드류 신부(토마스 힐, 시즌 1)
- 설영범
- 백진

## 같이 보기
- V (2009년 드라마)
- 엑스파일